# Даляньский университет морского хозяйства

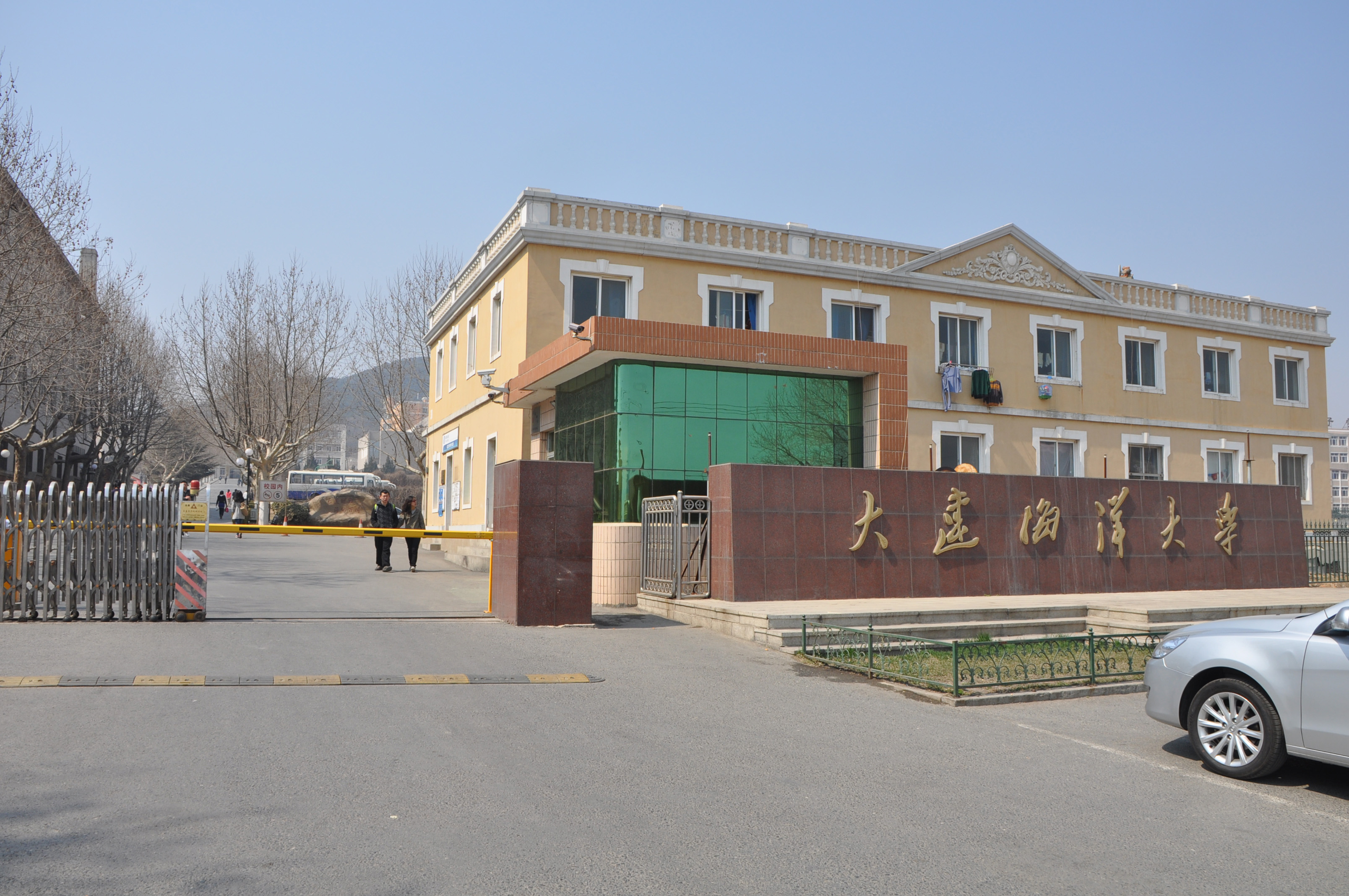
Даляньский университет рыболовного хозяйства

Даляньский университет рыболовного хозяйства, (англ. Dalian Fisheries University, кит. 大连水产学院) университет в городе Далянь, КНР. Ректор - Яо Цзе. Основан в 1952 году. Как специализированное высшее учебное заведение начал работать с 1958 года. В 1978 году получил статус института. В 1998 году успешно прошел внутригосударственную сертификацию по специальности. С 2000 года курируется провинциальным отделением Министерства сельского хозяйства КНР. Экспериментальная деятельность ведется в Желтом море и Бохайском заливе. В университете 13 подразделений (институты) и 2 специализированных отделения - аспирантура и отделение по делам иностранных студентов.
Это единственный университет, специализирующийся на рыболовном хозяйстве на Севере Китая. Количество студентов - около 12,000.

## Внешние ссылки
- Официальный сайт Даляньского университета морского хозяйства